# 居所
在法律上，居所指用于居住的地点，其具体定义因司法管辖权所属者而异。居所的概念在搜查与扣押、房地产转让、入侵民宅罪、非法侵入和土地利用规划方面有重大意义。

## 法律定义

### 居所（英格兰和威尔士）
英格兰法律制度将居所定义为独立的“实质”住宿单位，例如建筑物、建筑物的一部分、拖挂式房车、船屋或其他活动房屋。通常不会将帐篷视为实质住宿单位。

### 居所（美国各州）
北卡罗来纳州普通成文法规 § 160A-442将居所定义为“任何用于或计划用于人类居住的建筑物、结构、预制住房或活动房屋或是它们的一部分，以及属于之或者是由之享有的附属建筑和结构（但只用于季节性度假的预制住房和活动房屋除外）。”
北卡罗来纳州普通成文法规 § 53-244.030将“居所”定义为包括一至四个区域的住宅结构，其定义与住宅结构是否隶属于房地产无关。该术语包括单独的公寓空间、合作社、公寓大厦、活动房屋和居住用拖车。俄勒冈州法律规定, “居所”指的是“有人在夜间定期或间歇接触居住的住所，无论这个人是否在建筑物内”。

### 经常居所（国际）
国际法规定一个人只能有一个经常居所，亦即一个经常受某人居住，而且在访问其他地方相当长一段时间后会定时返回的地点，以确定在某法律纠纷中应适用的法律；而海牙国际私法会议则有意不提供经常居所的定义，以便于此概念可灵活适应实际需求。

### 受居住居所（美国各州）
作为一条关于用火器射击作为受居住居所的房屋的法规，加利福尼亞州刑法 § 246规定，无论“居所”（通称住宅）是否受到占用，它在目前用于居住时就是“受居住”的。

### 居所的宅地
在法律上，居所的宅地指在紧邻于住所的土地中与住宅密切相关的建筑物和结构。它为居所划定了一个边界，而房主在这个边界内可以有一个合理的隐私预期，这点在搜查与扣押、房地产转让、入侵民宅罪、非法侵入和土地利用规划方面有重大意义。。在城区房地产中，可以从栅栏、墙壁等标志物判断宅地的位置；同时，在较大的房产中，可能会出现关于私人区域终点等方面的法律争议。